# Kingsman: Tổ chức Hoàng Kim
Kingsman: Tổ chức Hoàng Kim (tiếng Anh: Kingsman: The Golden Circle) là một phim điện ảnh hành động hài về điệp viên được sản xuất bởi đạo diễn Matthew Vaughn, kịch bản do Vaughn và Jane Goldman đảm nhận. Phim là phần tiếp theo của Kingsman: The Secret Service (2015), được dựa trên bộ truyện tranh Kingsman của Dave Gibbons và Mark Millar. Dàn diễn viên chính từ phần một trở lại với vai trò của họ bao gồm: Colin Firth, Taron Egerton, Mark Strong, Edward Holcroft và Sophie Cookson, ngoài ra còn có sự tham gia của: Julianne Moore, Halle Berry, Pedro Pascal, Elton John, Channing Tatum và Jeff Bridges. Nội dung chính trong phần này là các đặc vụ của Kingsman cần phải hợp tác với đối tác của họ ở Mỹ mang tên gọi Statesman sau khi cả thế giới bị nắm giữ bởi một ác nhân mới.
Kingsman: Tổ chức Hoàng Kim được công chiếu lần đầu tại Luân Đôn vào ngày 18 tháng 9 năm 2017. Phim được phát hành tại Anh Quốc vào ngày 20 tháng 9 năm 2017, tại Hoa Kỳ vào ngày 22 tháng 9 dưới định dạng IMAX. Phim nhận được đánh giá trung bình từ các nhà phê bình vì có quá nhiều nhân vật mới nhưng không được khai thác triệt để và quá cường điệu hóa các đoạn hành động.

## Nội dung
Một năm sau khi Eggsy Unwin và tổ chức điệp viên Kingsman cứu thế giới khỏi tay của Richmond Valentine, Eggsy lúc này đảm nhận danh hiệu "Galahad" của cố vấn Harry Hart và sống chung với Công chúa Tilde của Thụy Điển. Một ngày nọ trên đường trở về nhà, cậu bị phục kích bởi Charlie Hesketh, cựu học viên của Kingsman, người đã mất đi cánh tay và thanh quản của mình vì vi mạch nổ trong vụ Valentine. Eggsy đã bẻ gãy cánh tay máy của Charlie khi giao đấu trên đường phố Luân Đôn nhưng đã không để ý rằng cánh tay đó vẫn hoạt động, nó đã đăng nhập vào hệ thống dữ liệu của Kingsman và gửi thông tin về. Khi Eggsy đang ăn tối cùng với Công chúa Tilde và bố mẹ cô ở Thụy Điển, một loạt tên lửa đã bắn tới trụ sở của Kingsman và nơi ở của các đặc vụ tại Anh, quét sạch Roxy cùng các đặc vụ.
Trở thành những đặc vụ duy nhất còn sống, Eggsy và Merlin kích hoạt giao thức Tận thế, dẫn họ tới "Statesman" một tổ chức điệp viên bí mật được đặt trong một nhà máy chưng cất rượu Whiskey Burbon tại Kentucky, Hoa Kỳ. Tại đây, họ phát hiện Harry vẫn còn sống sau cú bắn vào não của Valentine nhưng đang bị chứng mất trí nhớ tạm thời. Eggsy va Merlin được người đứng đầu Statesman, Champagne, giới thiệu về một tổ chức tội phạm bí mật mang tên "The Golden Circle (Tổ chức Hoàng Kim)" và bắt đầu điều tra tổ chức đó thông qua bạn gái cũ của Charlie, Clara Von Gluckfberg. Khi đặc vụ Tequila của Statesman bị phát ban xanh, đặc vụ Whiskey đã thay thế trở thành người đồng hành với Eggsy. Eggsy cần phải đặt một máy theo dõi vào bên trong cơ thể Clara, lúc này cậu đã gọi điện xin phép Công chúa Tilde và dẫn tới sự căng thẳng trong mối quan hệ của họ. Sau vài lần thất bại trong việc chữa chứng mất trí nhớ của Harry, Eggsy đã mang một chú chó thuộc giống Yorkshire Terrier giống với chú chó cũ của Harry mang tên Mr. Pickle và đe dọa bắn chết nó, chính việc này đã mang lại trí nhớ cho Harry.
Poppy Adams, người đứng đầu tổ chức ma túy lớn nhất thế giới thông qua một quảng cáo trên TV đã thông báo với thế giới về chất độc được ả cho vào các loại ma túy trên thị trường. Chất độc này khiên nạn nhân của chúng trải qua 4 giai đoạn: đầu tiên là phát ban xanh dưới da, tiếp theo là nhảy múa điên cuồng rồi co cứng các cơ dẫn tới tê liệt, kết quả cuối cùng là cái chết. Ả cũng đã chứng minh mình có thuốc giải độc thông qua việc bắt cóc Elton John rồi cho ông uống thuốc giải. Lý do ả đầu đọc khách hàng của mình trên thế giới vì ả muốn Tổng thống Hoa Kỳ kết thúc cuộc chiến ma túy của nước này và cho tổ chức của ả được hoạt động công khai. Tổng thống thì muốn lợi dụng tình huống này để giết tất cả những người nghiện thông qua việc cách ly và để họ chết từ từ kể cả Chánh văn phòng Nội các, Fox. Eggsy, Harry, Whiskey lên đường tới một nhà máy chứa thuốc giải tại Italy thông qua cuộc gọi điện thoại của Charlie và Clara. Eggsy đã đánh cắp một lọ thuốc giải nhưng lọ này đã bị phá vỡ bởi Whiskey trong một cuộc đấu súng với các tay súng của tổ chức Hoàng Kim. Sau cuộc đấu súng, Harry bắn vào đầu Whiskey vì cho rằng ông ta là điệp viên hai mang. Tuy nhiên Eggsy đã cứu Whiskey bằng alpha-gel, giống với thứ đã cứu sống Harry. Công chúa Tilde gọi tới Eggsy khi đang trong giai đoạn hai của chất độc và rồi cô tê liệt. Eggsy, Harry, Merlin khám phá được nới trú ẩn của Poppy mang tên "Poppy Land", được đặt sâu trong một cánh rừng tại Campuchia và bay đến đó hòng cứu thế giới khỏi thảm họa này.
Trên đường tới Poppy Land, Eggsy dẫm phải mìn và đã được cứu bởi Merlin, người đã quyết định hy sinh cùng với giết chết các lính canh bên ngoài. Eggsy và Harry quét sạch hang ổ của tổ chức này, Eggsy giết Charlie, trong khi đó Harry phá hủy các con chó robot của Poppy thông qua sự giúp đỡ của Elton. Họ bảo vệ được chiếc cặp kích hoạt các máy bay không người lái mang thuốc giải, và cũng có được mã kích hoạt từ Poppy khi tiêm cho Poppy chính loại chất độc đó và ả đã chết vì sốc thuốc ngay sau đó. Trước khi họ có thể kích hoạt được các máy bay không người lái, Whiskey, người đã mất vợ vì cuộc chiến của các băng đảng ma túy, đã xông tới và ngăn chặn vì muốn tất cả người nghiện ma túy phải bị tiêu diệt. Eggsy và Harry đã có một cuộc chiến căng thẳng với Whiskey và chiến thắng ông ta thông qua việc cho ông ta vào chiếc máy xay thịt của Poppy. Eggsy đã kích hoạt các máy bay không người lái, mang thuốc giải cho hàng triệu người trên thế giới và cứu họ khỏi cái chết
Sau cuộc chiến, Chánh văn phòng Nội các Fox đã hạ bệ Tổng thống với cáo buộc diệt chủng. Champagne thông báo rằng Statesman đã mua lại một nhà máy chưng cất rượu ở Scotland nhằm giúp gầy dựng lại Kingsman. Để tránh nhầm lẫn vì có tới hai đặc vụ mang danh hiệu "Galahad", Champagne đã ngõ ý tới Eggsy và Harry lấy danh hiệu "Whiskey", tuy nhiên cố vấn công nghệ của Statesman, Ginger Ale đã tự ứng cử danh hiệu này và đã được đồng ý. Eggsy làm lễ cưới với Công chúa Tilde và trở thành một thành viên của hoàng tộc Thụy Điển, Tequila chuyển tới Luân Đôn để làm việc cho Kingsman.

## Dàn diễn viên
- Colin Firth vai Harry Hart / Galahad
- Julianne Moore vai Poppy Adams
- Taron Egerton vai Gary "Eggsy" Unwin / Galahad
- Mark Strong vai Merlin
- Halle Berry vai Ginger
- Elton John vai chính mình
- Channing Tatum vai Tequila
- Jeff Bridges vai Champagne "Champ"
- Pedro Pascal vai Whiskey
- Edward Holcroft vai Charles "Charlie" Hesketh
- Hanna Alström vai Công chúa Tilde của Thụy Điển
- Poppy Delevingne vai Clara Von Gluckfberg
- Bruce Greenwood vai Tổng thống Hoa Kỳ
- Emily Watson vai Chánh văn phòng Nội các Fox
- Björn Granath vai Vua của Thụy Điển
- Lena Endre vai Hoàng hậu của Thụy Điển

Michael Gambon đảm nhận vai Arthur, người đứng đầu Kingsman. Sophie Cookson trở lại với vai Roxanne "Roxy" Morton / Lancelot, một đặc vụ của Kingsman và là bạn tốt của Eggsy, một đoạn băng từ phần The Secret Service bao gồm Samuel L. Jackson và Sofia Boutella trong vai Richmond Valentine và Gazelle. Tobias Bakare và Thomas Turgoose trở lại với vai Jamal và Liam bạn của Eggsy, Calvin Demba trong vai một người bạn của Eggsy mang tên Brandon. Keith Allen và Tom Benedict Knight đảm nhận vai Charles và Angel, hai tay sai của Poopy, Mark Arnold đảm nhận vai tướng McCoy, một cố vấn của Tổng thống Hoa Kỳ.

## Sản xuất

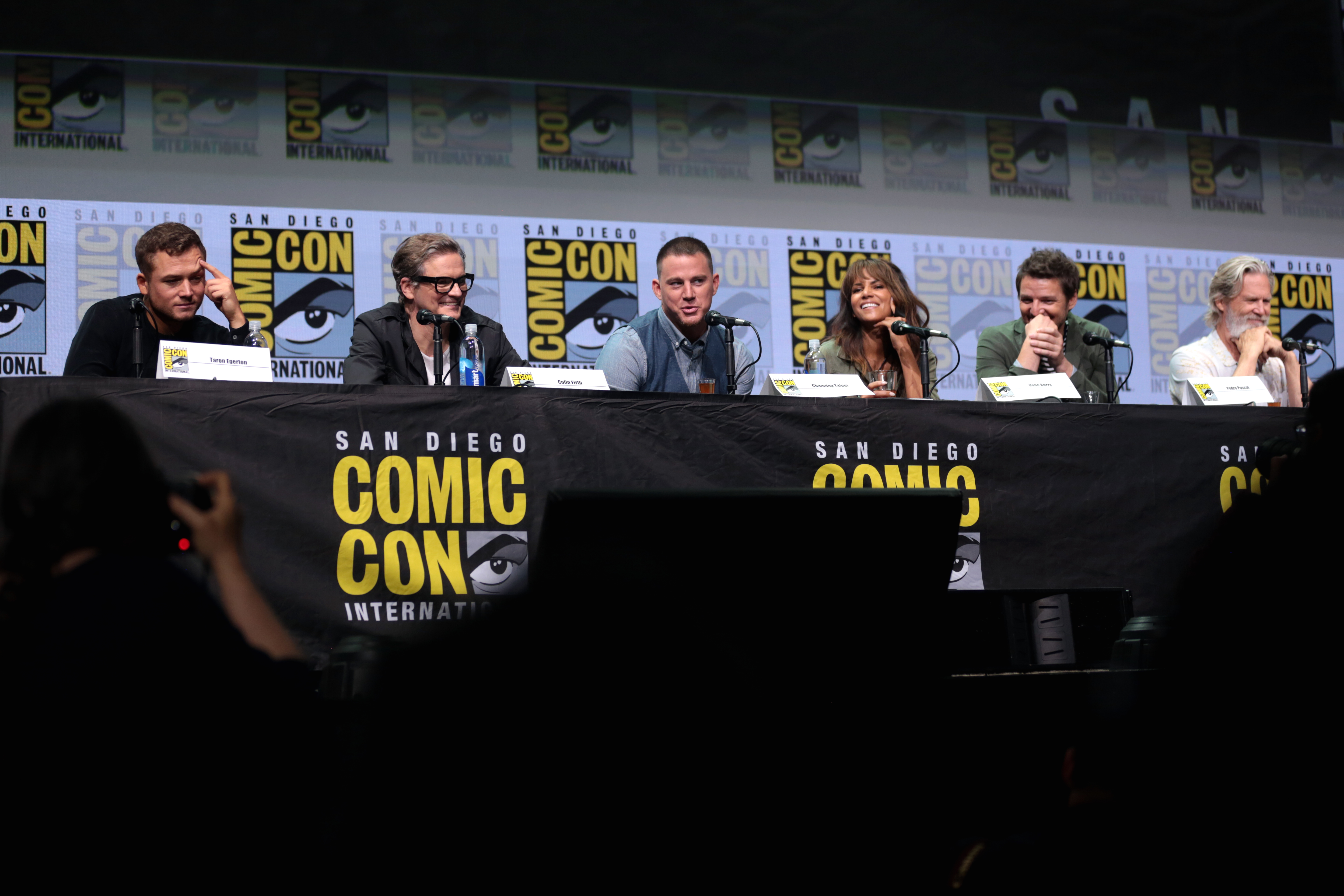
Dàn diễn viên của Kingsman: Tổ chức Hoàng Kim tại triển lãm truyện tranh San Diego Comic-Con 2017

Gần ngày phát hành Kingsman: The Secret Service, Mark Millar và Matthew Vaughn thông báo rằng bộ phim sẽ có phần tiếp theo nếu nó đạt doanh thu tốt tại các phòng vé, Vaughn cũng tỏ ra quan tâm việc quay trở lại làm đạo diễn. Vaughn cũng mong muốn rằng Firth sẽ trở lại trong phần tiếp theo dù sau đó đã nó rằng Firth sẽ không quay trở lại.
Vào ngày 29 tháng 4 năm 2015, Fox thông báo rằng phần tiếp theo đã được sản xuất nhưng không cho biết Vaughn có trở lại làm đạo diễn vì lúc này ông đang quan tâm tới phim của Flash Gordon. Ngày 11 tháng 6 năm 2015, Vaughn nói với Yahoo rằng ông đang viết kịch bản cho phần tiếp theo của Kingsman và có thể trở lại vai trò đạo diễn. Tháng 9 năm 2015, Millar nhắc lại rằng phần tiếp theo đang được phát triển và Vaughn đang tìm cách đưa Firth trở lại mà không phá hỏng tính toàn vẹn của cốt truyện. Nhiều tháng sau, The Hollywood Reporter xác nhận rằng Egerton đã ký hợp đồng cho vai diễn trong phim Robin Hood, được dự kiến quay vào tháng 2 năm 2016; vì thế nên lịch trình của Egerton đã xung đột với lịch trình phần tiếp theo của Kingsman. Tuy nhiên vào giữa tháng 10, hai hãng phim đã xác nhận rằng đã đàm phán xong về vấn đề lịch trình. Lionsgate sẽ bắt đầu sản xuất Robin Hood sau khi  Egerton hoàn thành quá trình quay Kingsman: Tổ chức Hoàng Kim, được bắt đầu vào tháng 5 năm 2016.
Vào ngày 17 tháng 2 năm 2016, một nguồn tin đã tiết lộ rằng Julianne Moore đảm nhận vai ác nhân chính của phim. Ngày 10 tháng 3 năm 2016, Halle Berry được tuyển vào đoàn làm phim, đảm nhận vai cố vẫn công nghệ của Statesman. Vào cuối tháng 3, Vaughn xác nhận Berry và Moore đã được tuyển chọn vào đoàn làm phim, và tựa đề của bộ phim lần này sẽ là Kingsman: Tổ chức Hoàng Kim. Ngày 8 tháng 4 năm 2016, Pedro Pascal được tuyển vào đoàn làm phim với vai Jack Daniels, và vào cùng ngày hôm đó, một áp phích quảng cáo với sự xuất hiện nhân vật của Firth đang mang kích, xác nhận rằng Firth sẽ trở lại với bộ phim này; sự trở lại của Firth được chính thức xác nhận vào ngày 11 tháng 7 năm 2016. Channing Tatum xác nhận nhận vai trong phim thông qua tài khoản Twitter của anh, trong khi tờ Variety đặt nghi vấn Elton John đang nói chuyện với đoàn làm phim về một vai diễn trong phim. Vào cuối tháng 4, Vaughn nói về việc viết kịch bản cho phần tiếp theo và nhận xét "Việc viết kịch bản này đã điều khó nhất mà tôi đã hoàn thành." Jeff Bridges được bổ sung vào dàn diễn diễn viên vào ngày 28 tháng 5 năm 2016. Vinnie Jones thông báo trên Twitter rằng anh đã được chọn, mặc dù anh không xuất hiện trong bộ phim khi hoàn thành.

### Quá trình quay phim
Buổi quay đầu tiên được bắt đầu vào ngày 15 tháng 5 năm 2016 tại Birmingham. Quá trình quay chính được quay tại phim trường Warner Bros. Studios, Leavesden. Ngày 13 tháng 9 năm 2016, Kingsman: Tổ chức Hoàng Kim hoàn thành quá trình quay ban đầu. Các đoạn phim bổ sung được quay tại Luân Đôn vào tháng 12 năm 2016

### Marketing
Ngày 20 tháng 7 năm 2017, FOX phát hành một bộ phim hoạt hình ngắn kết nối 2 tác phẩm mang tên Kingsman/Archer với sự tham gia của Eggsy và Sterling Archer.

## Phát hành
20th Century Fox ban đầu lên lịch chiếu cho Kingsman: Tổ chức Hoàng Kim vào ngày 16 tháng 6 năm 2017, tuy nhiên sau đó đã được dời xuống ngày 6 tháng 10 năm 2017. Bộ phim sau đó được chuyển tới chiếu vào ngày 20 tháng 9 tại Anh Quốc và 22 tháng 9 tại Hoa Kỳ, nhằm tráng cạnh tranh với Blade Runner 2049. Phim cũng được phát hành dưới định dạng IMAX.

### Doanh thu phòng vé
Tính đến  ngày 22 tháng 10 năm 2017, Kingsman: Tổ chức Hoàng Kim thu về $98,7 triệu đô la Mỹ tại Hoa Kỳ và Canada, phim cũng đã thu về $291,2 triệu đô la Mỹ từ thị trường thế giới nhằm giúp phim đạt mốc tổng doanh thu $389,8 triệu đô la Mỹ so với chi phí sản xuất $104 triệu đô la Mỹ.
Tại Bắc Mỹ,  Kingsman: Tổ chức Hoàng Kim được phát hành cùng với The Lego Ninjago Movie và Friend Request, và được lên kế hoạch doanh thu đạt 40–45 triệu đô la Mỹ từ 4.003 rạp chiếu vào tuần lễ công chiếu. Phim đã đạt mốc 3,4 triệu đô la Mỹ vào tối thứ năm với các suất chiếu sớm tại 3.100 rạp chiếu, so với 1,4 triệu đô la Mỹ của phần đầu tiên, và đã đạt mốc 15,3 triệu đô la Mỹ vào ngày đầu tiên. Phim đạt mốc 39 triệu đô la Mỹ trong tuần đầu công chiếu so với 36,2 triệu đô la Mỹ của phần đầu và đứng đầu doanh thu phòng vé.

## Trò chơi video
Vào tháng 8 năm 2017, một nguồn tin xác nhận Kingsman: Tổ chức Hoàng Kim sẽ có một trò chơi ăn theo được phát hành. Trò chơi này thuộc thể loại nhập vai góc nhìn thứ ba đánh theo lượt được phát hành trên iOS và Android bởi nhà phát triển nội dung Hàn Quốc NHN Pixelcube. Trò chơi cũng đã giới thiệu các nhân vật từ Kingsman: The Secret Service, và được phát hành vào ngày 14 tháng 9 năm 2017, một tuần trước khi bộ phim được phát hành. Không giống như các bộ phim, trò chơi không có hình ảnh bạo lực hoặc ngôn ngữ người lớn.
Vào ngày bộ phim được phát hành, một trò chơi di động với dựa trên Kingsman, với tên gọi Kingsman: The Secret Service,được thông báo đang phát triển cho cả iOS và Android, bởi YesGnome một nhà phát triển nột dung Hoa Kỳ.

## Phần tiếp theo và spin-off
Vaughn đã thông báo rằng ông và Goldman đã lên kế hoạch cho phần thứ ba của Kingsman. Trong ấn bản tháng 9 năm 2017 của Total Film, Vaughn tiết lộ rằng cá nhân mình sẽ chọn Dwayne Johnson làm ác nhân chính trong Kingsman 2. Vaughn cũng tiết lộ rằng với sự thành công của các phần phim Kingsman, ông rất quan tâm đến việc tạo ra một spin-off của Statesman.